# NGC 1582
NGC 1582 (другое обозначение — OCL 407) — рассеянное звёздное скопление в созвездии Персей.
Этот объект входит в число перечисленных в оригинальной редакции «Нового общего каталога».
В октябре 2016 года были исследованы переменные звёзды, содержащиеся в скоплении. Среди них есть 5 затменных и 6 пульсирующих.